# Royal African Company

Bandiera della compagnia

La Royal African Company (in italiano: Compagnia Reale Africana) fu una compagnia commerciale inglese che aveva come scopo la deportazione nelle colonie britanniche di schiavi neri prelevati dall'Africa.

## Storia
Venne fondata come Company of Royal Adventurers Trading to Africa sotto il regno di Carlo II e Giacomo II d'Inghilterra negli anni che seguirono la restaurazione inglese (1660). 
Operante principalmente nell'Africa occidentale, la Compagnia arrivò a deportare, tra il 1672 e il 1689, all'incirca 5.000 schiavi l'anno. L'attività di tratta degli schiavi durò sino al 1731, quando cambiò la sua occupazione dedicandosi al trasporto di avorio e oro. Nel 1752 la compagnia venne disciolta e prese il suo posto l'African Company of Merchants.
Fra i direttori della Compagnia vi fu il matematico Charles Hayes.

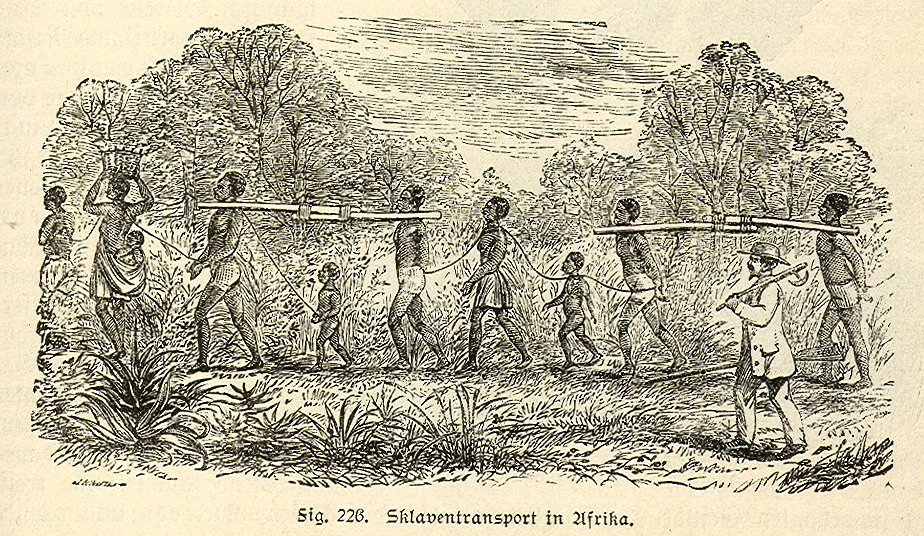
Trasporto di schiavi in Africa (incisione del XIX secolo)

Attraverso la tratta degli schiavi si arricchirono molti banchieri, tra cui:
- Humphrey Morice, governatore della Banca d'Inghilterra dal 1716 e il 1729;
- Richard Neave, successore di Morice dal 1783 al 1785;
- Thomas Leyland, fondatore di un istituto bancario privato nel 1807;
- John Gladstone, padre di William (Primo ministro del Regno Unito). Questa citazione, tuttavia, non sembra coerente con i secoli succitati.